# Sweet Soul Music
"Sweet Soul Music" is een nummer van de Amerikaanse zanger Arthur Conley. Het verscheen op zijn gelijknamige debuutalbum uit 1967. Dat jaar werd het uitgebracht als de vierde single van het album.

## Achtergrond
"Sweet Soul Music" is geschreven door Conley en Otis Redding en geproduceerd door Redding. Ook Sam Cooke wordt genoemd als schrijver, aangezien het gebaseerd is op diens lied "Yeah Man". Het nummer is een eerbetoon aan soulmuziek. In de tekst worden vijf soulnummers genoemd: "Going to a Go-Go" van The Miracles, "Love Is a Hurtin' Thing" van Lou Rawls, "Hold On, I'm Comin'" van Sam & Dave, "Mustang Sally" van Wilson Pickett en "Fa-Fa-Fa-Fa-Fa (Sad Song)" van Otis Redding. Van het laatste lied is een kort instrumentaal stuk te horen, nadat Conley "Hit it, Otis" roept. James Brown wordt ook genoemd als "the king of them all". Aan het eind van het lied zingt Conley "Otis Redding got the feeling". Tevens wordt in de openingsriff van het nummer muziek uit de film The Magnificent Seven aangehaald.
"Sweet Soul Music" groeide uit tot de grootste hit van Conley. Het behaalde de tweede plaats in de Amerikaanse Billboard Hot 100 en piekte in de Britse UK Singles Chart op de zevende plaats. In Nederland kwam de single respectievelijk tot de tiende en elfde plaats in de Top 40 en de Parool Top 20. In totaal werd de single meer dan een miljoen keer verkocht.

## Hitnoteringen

### Nederlandse Top 40
| Hitnotering: 20-05-1967 t/m 22-07-1967 | Hitnotering: 20-05-1967 t/m 22-07-1967 | Hitnotering: 20-05-1967 t/m 22-07-1967 | Hitnotering: 20-05-1967 t/m 22-07-1967 | Hitnotering: 20-05-1967 t/m 22-07-1967 | Hitnotering: 20-05-1967 t/m 22-07-1967 | Hitnotering: 20-05-1967 t/m 22-07-1967 | Hitnotering: 20-05-1967 t/m 22-07-1967 | Hitnotering: 20-05-1967 t/m 22-07-1967 | Hitnotering: 20-05-1967 t/m 22-07-1967 | Hitnotering: 20-05-1967 t/m 22-07-1967 | Hitnotering: 20-05-1967 t/m 22-07-1967 |
| Week                                   | 1                                      | 2                                      | 3                                      | 4                                      | 5                                      | 6                                      | 7                                      | 8                                      | 9                                      | 10                                     |                                        |
| -------------------------------------- | -------------------------------------- | -------------------------------------- | -------------------------------------- | -------------------------------------- | -------------------------------------- | -------------------------------------- | -------------------------------------- | -------------------------------------- | -------------------------------------- | -------------------------------------- | -------------------------------------- |
| Nummer                                 | 30                                     | 24                                     | 22                                     | 18                                     | 12                                     | 10                                     | 11                                     | 17                                     | 21                                     | 37                                     | uit                                    |

### Parool Top 20
| Hitnotering: 27-05-1967 t/m 08-07-1967 | Hitnotering: 27-05-1967 t/m 08-07-1967 | Hitnotering: 27-05-1967 t/m 08-07-1967 | Hitnotering: 27-05-1967 t/m 08-07-1967 | Hitnotering: 27-05-1967 t/m 08-07-1967 | Hitnotering: 27-05-1967 t/m 08-07-1967 | Hitnotering: 27-05-1967 t/m 08-07-1967 | Hitnotering: 27-05-1967 t/m 08-07-1967 | Hitnotering: 27-05-1967 t/m 08-07-1967 |
| Week                                   | 1                                      | 2                                      | 3                                      | 4                                      | 5                                      | 6                                      | 7                                      |                                        |
| -------------------------------------- | -------------------------------------- | -------------------------------------- | -------------------------------------- | -------------------------------------- | -------------------------------------- | -------------------------------------- | -------------------------------------- | -------------------------------------- |
| Nummer                                 | 19                                     | 15                                     | 12                                     | 12                                     | 11                                     | 12                                     | 13                                     | uit                                    |

### NPO Radio 2 Top 2000
| Nummer met noteringen in de NPO Radio 2 Top 2000 | '00  | '01  | '02  | '03  | '04  | '05  | '06  | '07 | '08  |
| ------------------------------------------------ | ---- | ---- | ---- | ---- | ---- | ---- | ---- | --- | ---- |
| Sweet Soul Music                                 | 1801 | 1598 | 1692 | 1342 | 1499 | 1926 | 1987 | -   | 1899 |

1. ↑  Een '-' betekent dat het nummer niet was genoteerd en een vetgedrukt getal geeft de hoogste notering aan.
2. ↑  2000 was het eerste jaar met een notering voor dit nummer.
3. ↑  Deze tabel is bijgewerkt tot en met de laatste editie (2024).